# ديكل كينان
ديكل كينان (بالعبرية: דקל קינן‏) (15 سبتمبر 1984 في إسرائيل - ) هو لاعب كرة قدم إسرائيلي في مركز الدفاع. شارك مع منتخب إسرائيل تحت 19 سنة لكرة القدم ومنتخب إسرائيل تحت 21 سنة لكرة القدم ومنتخب إسرائيل لكرة القدم. أما مع النوادي، فقد لعب مع اتحاد أبناء سخنين وكارديف سيتي وكريستال بالاس ومكابي حيفا ومكابي نتانيا ونادي بريستول سيتي ونادي بلاكبول.

## وصلات خارجية
- ديكل كينان على موقع الاتحاد الدولي (مؤرشف)  (الإنجليزية)
- ديكل كينان على موقع الاتحاد الأوربي (الإنجليزية)
- ديكل كينان على موقع قاعدة بيانات كرة القدم.إي يو (الإنجليزية)
- ديكل كينان على موقع ناشيونال فوتبول تيمز (الإنجليزية)
- ديكل كينان على موقع Soccerbase.com (لاعب) (الإنجليزية)
- ديكل كينان على موقع Soccerway.com (الإنجليزية)
- ديكل كينان على موقع عالم كرة القدم.نت (الإنجليزية)